# Episodi di Graf Yoster gibt sich die Ehre (seconda stagione)
La seconda stagione della serie televisiva Graf Yoster gibt sich die Ehre è stata trasmessa in anteprima in Germania dalla ARD tra il 17 maggio 1968 e il 23 agosto 1968.
| nº | Titolo originale              | Titolo italiano | Prima TV Germania | Prima TV Italia |
| -- | ----------------------------- | --------------- | ----------------- | --------------- |
| 1  | Adel hat's leichter           | inedito         | 17 maggio 1968    | inedito         |
| 2  | Blütenträume                  | inedito         | 31 maggio 1968    | inedito         |
| 3  | Nachts zwischen 2:00 und 3:00 | inedito         | 7 giugno 1968     | inedito         |
| 4  | Hinter den Kulissen           | inedito         | 21 giugno 1968    | inedito         |
| 5  | Rien ne va plus               | inedito         | 28 giugno 1968    | inedito         |
| 6  | Der goldene Elefant           | inedito         | 5 luglio 1968     | inedito         |
| 7  | Marmor und Diamanten          | inedito         | 12 luglio 1968    | inedito         |
| 8  | Auf Gegenseitigkeit           | inedito         | 19 luglio 1968    | inedito         |
| 9  | Die letzte Expertise          | inedito         | 2 agosto 1968     | inedito         |
| 10 | Der Retter                    | inedito         | 9 agosto 1968     | inedito         |
| 11 | Big Bull's Ende               | inedito         | 16 agosto 1968    | inedito         |
| 12 | Fiat Justitia                 | inedito         | 23 agosto 1968    | inedito         |